# Sanguié
Le Sanguié est une des 45 provinces du Burkina Faso, située dans la région du Centre-Ouest.

## Géographie

### Environnement
Des préoccupations écologiques concernent les pollutions entrainées par l'activité minière et l'orpaillage.

### Démographie
- En 1985, la province comptait 217 277 habitants recensés (42,54 hab./km2)[1],[2]
- En 1996, la province comptait 249 583 habitants recensés (48,87 hab./km2)[1],[3].
- En 1997, la province comptait 249 169 habitants estimés (48,79 hab./km2).
- En 2003, la province comptait 286 832 habitants estimés (47,71 hab./km2)[4].
- En 2006, la province comptait 297 036 habitants recensés (58,16 hab./km2)[1],[5].
- En 2010, la province comptait 324 578 habitants estimés (63,56 hab./km2)[6].
- En 2019, la province comptait 391 520 habitants recensés (76,66 hab./km2)[7].

### Principales localités
Ne sont listées ici que les localités de la province ayant atteint au moins 3 000 habitants dans les derniers recensements (ou estimations de source officielles). Les données détaillées par ville, secteur ou village du dernier recensement général de 2019 ne sont pas encore publiées par l'INSD (en dehors des données préliminaires par département).
| Ville ou village     | Coordonnées                 | Altitude | Population  | Population  |
| Ville ou village     | Coordonnées                 | Altitude | Est. 2003   | Rec. 2006   |
| -------------------- | --------------------------- | -------- | ----------- | ----------- |
| Réo                  | 12° 19′ 09″ N, 2° 28′ 20″ O | m        | 24 465 hab. | 28 694 hab. |
| Kyon                 | 12° 16′ 57″ N, 2° 34′ 30″ O | m        | 8 698 hab.  | 9 806 hab.  |
| Zoula                | 12° 14′ 49″ N, 2° 27′ 46″ O | m        | 9 182 hab.  | 8 847 hab.  |
| Didyr                | 12° 33′ 37″ N, 2° 37′ 27″ O | m        | 8 020 hab.  | 8 563 hab.  |
| Dassa                | 12° 27′ 05″ N, 2° 41′ 16″ O | m        | 6 510 hab.  | 7 559 hab.  |
| Tita                 | 11° 55′ 30″ N, 2° 30′ 36″ O | m        | 5 522 hab.  | 7 295 hab.  |
| Tialgo               | 12° 13′ 46″ N, 2° 35′ 11″ O | m        | 6 876 hab.  | 6 890 hab.  |
| Koukouldi            | 12° 12′ 08″ N, 2° 31′ 34″ O | m        | 6 048 hab.  | 6 055 hab.  |
| Kordié               |                             | m        | 5 239 hab.  | 5 987 hab.  |
| Pouni-Nord           |                             | m        | 5 846 hab.  | 5 958 hab.  |
| Bonyolo              |                             | m        | 4 928 hab.  | 5 309 hab.  |
| Goundi               |                             | m        | 5 545 hab.  | 5 177 hab.  |
| Zamo                 |                             | m        | 4 611 hab.  | 4 955 hab.  |
| Perkoa (ou Perkouan) |                             | m        | 4 447 hab.  | 4 534 hab.  |
| Moguéya              |                             | m        | 3 731 hab.  | 3 750 hab.  |
| Ténado               |                             | m        | 3 390 hab.  | 3 432 hab.  |
| Baporo               |                             | m        | 3 733 hab.  | 3 324 hab.  |
| Doudou               |                             | m        | 3 337 hab.  | 3 174 hab.  |
| Tiyellé              |                             | m        | 2 678 hab.  | 3 134 hab.  |
| Villy                |                             | m        | 2 561 hab.  | 3 087 hab.  |
| Tiogo                |                             | m        | 2 824 hab.  | 3 083 hab.  |
| Batondo              |                             | m        | 3 044 hab.  | 2 985 hab.  |
| Balélédo             |                             | m        | 3 007 hab.  | 2 689 hab.  |
| Lia                  |                             | m        | 3 010 hab.  | 2 725 hab.  |
| Sémaga               |                             | m        | 2 712 hab.  | 2 428 hab.  |
| Godyr                |                             | m        | 2 962 hab.  | 2 113 hab.  |

## Administration

### Chef-lieu et haut-commissariat
Réo est le chef-lieu de la province, administrativement dirigée par un haut-commissaire, nommé par le gouvernement et placé sous l'autorité du gouverneur de la région. Le haut-commissaire coordonne l'administration locale des préfets nommés dans chacun des départements.
| Période        | Période  | Identité                         | Fonction précédente    | Observation |
| -------------- | -------- | -------------------------------- | ---------------------- | ----------- |
| 8 juillet 2016 | En cours | Mme Anasthasie Sawadogo/Sawadogo | Administratrice civile | [ 8 ]       |

| Période        | Période  | Identité                 | Fonction précédente  | Observation |
| -------------- | -------- | ------------------------ | -------------------- | ----------- |
| 8 juillet 2016 | En cours | Mme Téné Justine Ilboudo | Administrateur civil | [ 8 ]       |

### Départements

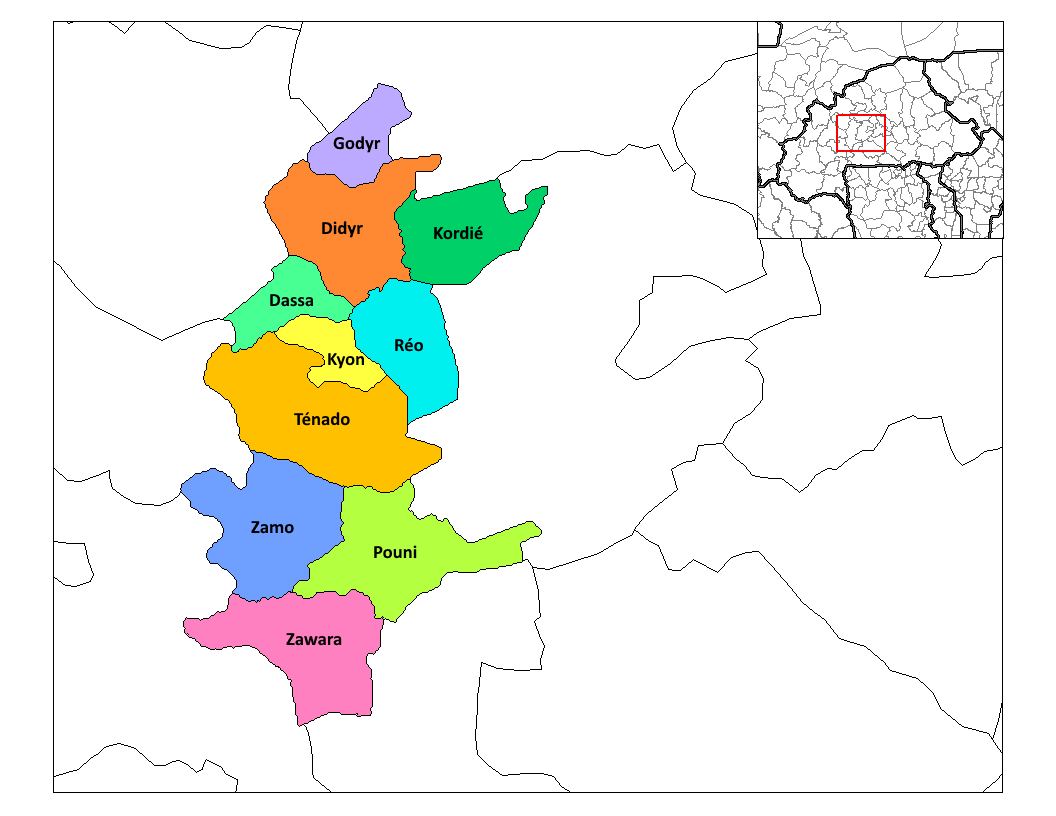
Carte des dix départements ou communes de la province du Sanguié, formant également le district sanitaire de Réo.

La province du Sanguié est administrativement composée de dix départements ou communes.
Neuf sont des communes rurales, Réo est une commune urbaine dont la ville chef-lieu, subdivisée en secteurs urbains, est également chef-lieu de la province :
| Département ou commune      | Type de commune             | Subdivisions,                        | Chef-lieu | Population résidente | Population résidente | Population résidente |
| Département ou commune      | Type de commune             | Subdivisions,                        | Chef-lieu | Est. 2003            | Rec. 2006            | Rec. 2019            |
| --------------------------- | --------------------------- | ------------------------------------ | --------- | -------------------- | -------------------- | -------------------- |
| Dassa                       | rurale                      | 7 villages                           | Dassa     | 13 842               | 14 643               | 20 409               |
| Didyr                       | rurale                      | 16 villages                          | Didyr     | 40 545               | 40 907               | 53 343               |
| Godyr                       | rurale                      | 15 villages                          | Godyr     | 19 302               | 19 320               | 23 819               |
| Kordié                      | rurale                      | 16 villages                          | Kordié    | 18 116               | 18 281               | 26 219               |
| Kyon                        | rurale                      | 6 villages                           | Kyon      | 18 679               | 20 390               | 24 469               |
| Pouni                       | rurale                      | 21 villages                          | Pouni     | 36 009               | 39 236               | 57 066               |
| Réo                         | urbaine                     | 1 ville (9 secteurs) et 12 villages  | Réo       | 57 939               | 62 208               | 75 864               |
| Ténado                      | rurale                      | 18 villages                          | Ténado    | 46 555               | 45 506               | 60 165               |
| Zamo                        | rurale                      | 8 villages                           | Zamo      | 15 209               | 15 548               | 22 856               |
| Zawara                      | rurale                      | 15 villages                          | Zawara    | 20 636               | 20 997               | 27 310               |
| 10 départements ou communes | 10 départements ou communes | 1 ville (9 secteurs) et 134 villages | Total     | 286 832              | 297 036              | 391 520              |

## Économie
La province du Sanguié héberge le site minier de Perkoa (exploité par Glencore et Nantou Mining). 

## Santé et éducation
L'orpaillage faisant appel au travail des enfants contribue à faire chuter le taux de scolarisation.

## Culture et patrimoine
Un fait inquiétant est la destruction des vestiges archéologiques, tant par les populations que par l'exploitation minière. Il est vrai que les textes en vigueur ne concourent pas beaucoup à le prévenir.